# スリースタープロ
株式会社スリースタープロは、芸能事務所・版権管理会社。

## 概要
1984年、チェッカーズの個人事務所として設立。代表は小嶋正義。「アーティスト、スタッフ、ファンの3つの星がいなければ成り立たない」ことが名前の由来である。現在はタレントが在籍しておらず、関連会社の「スリースターズ音楽出版」（代表は同じく小嶋）が版権管理を行っている。

## 所属していたタレント
- チェッカーズ（フミヤ・尚之・武内・大土井は解散直後に独立。徳永・鶴久・高杢は残留するがのちに独立）
- 高橋理奈
- 石原詢子（演歌歌手。事務所解散を受けて独立し、紅白歌合戦に出場するなどした）
- Little Bach（リトルバッハ)、徳永がチェッカーズ解散後に在籍した5人組バンド）
- 雷波子

| スタブアイコン | サブスタブ | この項目は、まだ閲覧者の調べものの参照としては役立たない、企業に関連した書きかけの項目です。この項目を加筆・訂正などしてくださる協力者を求めています（PJ:経済）。 |